# Voka (werkgeversorganisatie)
Voka, Vlaams netwerk van ondernemingen is een Vlaamse werkgeversorganisatie. Als netwerk van ondernemingen vertegenwoordigt het naar eigen zeggen meer dan 18.000 ondernemingen en daarmee 65% van de toegevoegde waarde in Vlaanderen en 66% van de private werkgelegenheid. In totaal zou het gaan om meer dan 910.000 werknemers. Als een van de zeven vertegenwoordigde sociale partners in de Sociaal-Economische Raad van Vlaanderen (SERV), heeft Voka inspraak in het beleid van de Vlaamse overheid. Voka staat voor Vlaamse Ondernemers Kamers Alliantie.

## Ontstaan en structuur
Voka ontstond in januari 2004, toen het Vlaams Economisch Verbond (VEV) en de acht regionale Kamers van Koophandel in Vlaanderen besloten om in een alliantie intensief samen te werken. Een bedrijf wordt lid via één Voka-Kamer, en treedt daarmee toe tot het hele netwerk.
Elke entiteit binnen Voka heeft zijn eigen bestuursstructuur. Voka-VEV stelde zijn structuur open voor de acht andere entiteiten, zodat zij er ook in kunnen zetelen. De gedelegeerd bestuurder van Voka is Hans Maertens. De voorzitter wordt om de drie jaar verkozen en is traditioneel een vooraanstaand ondernemer of bedrijfsleider. Sinds november 2022 is Rudy Provoost voorzitter van Voka. Hij volgt in deze functie Wouter De Geest op. Het kennis- en lobbycentrum van Voka wordt geleid door Frank Beckx.

## Missie

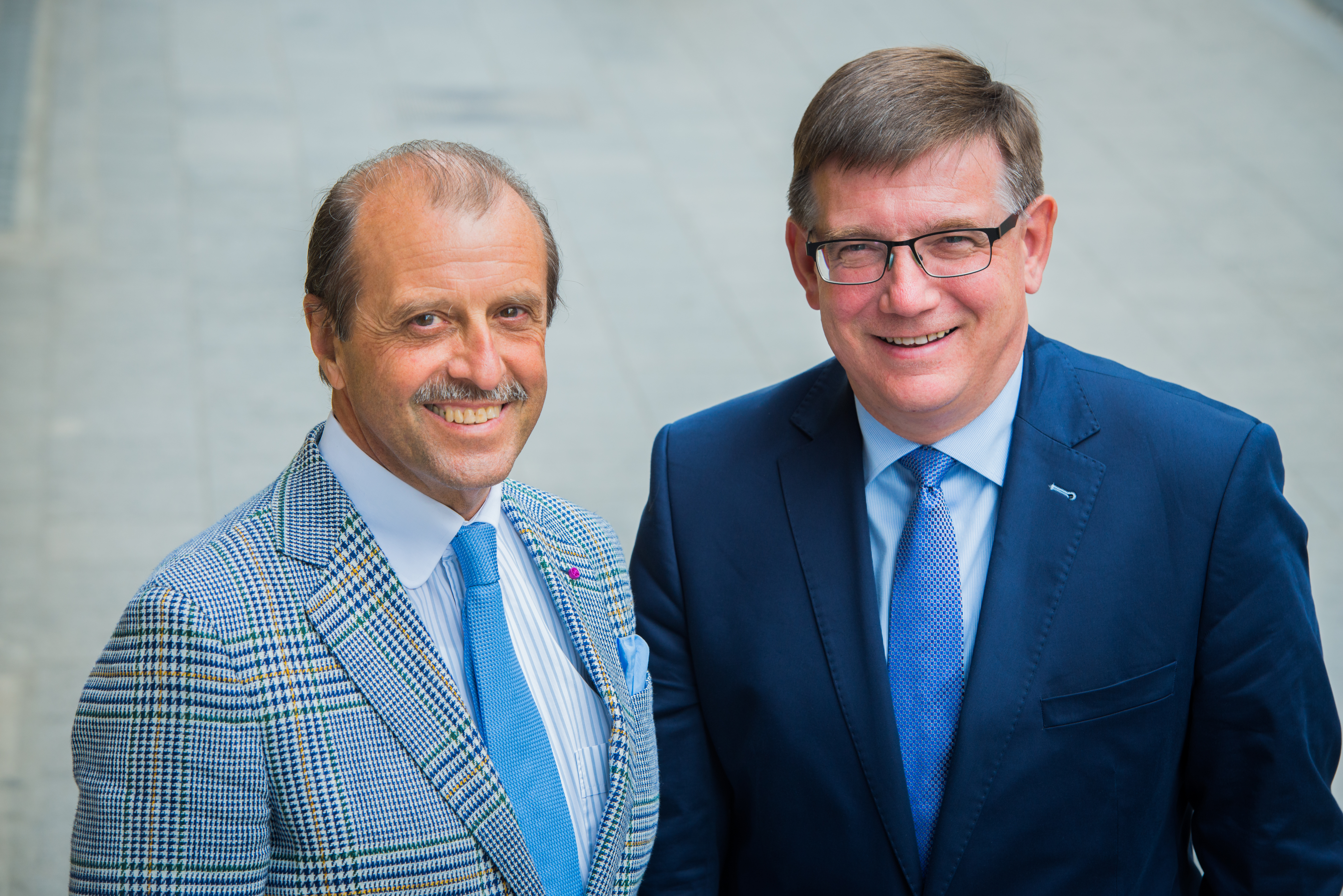
Oud-Voka-voorzitter Paul Kumpen (links) en gedelegeerd bestuurder Hans Maertens.

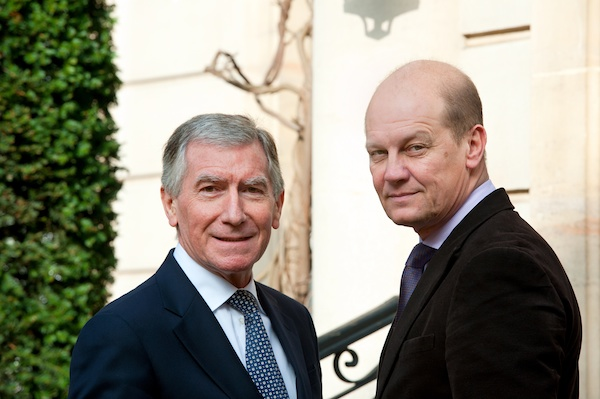
Voormalig Voka-voorzitter Luc De Bruyckere (links) en gedelegeerd bestuurder Jo Libeer.

Voka stelt in zijn missie de welvaart en het welzijn van Vlaanderen voorop. Voluit klinkt de missie als volgt: "Voka wil als het meest nabije, invloedrijke en professionele netwerk van ondernemers en als representatieve organisatie van ondernemingen in Vlaanderen een optimaal kader creëren voor succesvol ondernemen en wil aldus fundamenteel bijdragen tot welvaart en welzijn van zijn regio."
Sinds februari 2011 werkt Voka volgens een nieuwe strategie: de organisatie wil de wendbaarheid en het aanpassingsvermogen van de bedrijven in Vlaanderen verhogen.

## Bestuur
| Tijdspanne   | Voorzitter        |
| ------------ | ----------------- |
| 2004 - 2006  | Ludo Verhoeven    |
| 2006 - 2009  | Urbain Vandeurzen |
| 2009 - 2012  | Luc De Bruyckere  |
| 2012 - 2015  | Michel Delbaere   |
| 2015 - 2018  | Paul Kumpen       |
| 2018 - 2022  | Wouter De Geest   |
| 2022 - heden | Rudy Provoost     |

| Tijdspanne   | Gedelegeerd bestuurder |
| ------------ | ---------------------- |
| 2004 - 2009  | Philippe Muyters       |
| 2009 - 2011  | Peter Leyman           |
| 2011 - 2015  | Jo Libeer              |
| 2015 - heden | Hans Maertens          |

## Activiteiten
Voka streeft naar een ondernemingsvriendelijk klimaat en verdedigt het algemeen belang van de ondernemingen. De organisatie doet dat op basis van drie pijlers:
- Belangenbehartiging (bv. dossiers opvolgen, contacten onderhouden met overheden en politici)
- Netwerking (bv. congressen, seminaries, recepties)
- Dienstverlening (bv. opleidingen, handelsmissies, projecten, leden informeren, vragen beantwoorden)

Voka verdedigt de belangen van de ondernemingen op lokaal, Vlaams, nationaal en internationaal vlak. Het Voka-kenniscentrum verwerkt, analyseert en interpreteert informatie over actuele sociaal-economische onderwerpen. Dit studiewerk vormt de basis van de Voka-standpunten. Aan Vlaamse zijde is Voka decretaal vastgelegde partner in het sociaal overleg, via de Sociaal-Economische Raad van Vlaanderen (SERV). Voka heeft vertegenwoordigers in een groot aantal instellingen, commissies en projectorganisaties en overlegt met Vlaamse sectororganisaties. Voka krijgt zo'n 10% van haar werkingsmiddelen van de Vlaamse Overheid, via het Vlaams Agentschap Innoveren en Ondernemen. Via een online platform, Vokaverse, wordt ondernemingen de mogelijkheid geboden om te experimenteren met digitale technologie en nieuwe verdienmodellen te verkennen.

## Sectoren
Sinds 2008 werkt Voka samen met een groot aantal Vlaamse sectororganisaties (organisaties die de bedrijven uit een bepaalde sector vertegenwoordigen). Dat gebeurt aan de hand van een samenwerkingsprotocol en een aantal projecten. In juli 2011 hadden reeds 29 sectoren het protocol ondertekend:
| - Agoria (technologie) - BVBO (bewaking) - BVBVK (vries- en koelnijverheid) - BVS (vastgoed) - CIB Vlaanderen (immobiliën) - Cobelpa Vlaanderen (papierdeeg, papier en karton) - Coberec (recuperatie en recyclage) - Comeos (handel en diensten) - Creamoda Vlaanderen (mode en confectie) - Embuild (Confederatie Bouw) - Essenscia Vlaanderen (chemie en life sciences) - FEBEG (elektriciteit en gas) - Febelgra (grafiek) - FEBEM (milieubeheer) - Febetra Vlaamse Gemeenschapsraad (transport en logistiek) - FEBIAC (automobiel en tweewielers) | - Federatie van de Toeristische Industrie - Federauto (autohandel en reparatie) - Federgon (werk en HR) - Fedustria (textiel, hout en meubelen) - Fetra (papier- en kartonverwerking) - Fevia (voeding) - FOS (seniorenzorg) - ORI (advies- en engineeringsbureaus) - OVO (ontginning) - Staalindustrie Verbond - VARU (uitvaart) - VGI (glas) - Vlaamse Havenvereniging |